# Leuchtenbergia principis
Genre
Espèce
Statut de conservation UICN

 LC  : Préoccupation mineure
Statut CITES
Leuchtenbergia principis est la seule espèce du genre Leuchtenbergia de la famille des cactus.
Il est originaire du centre du Mexique. Ses épines semblables à du papier ou des herbes sèches lui permettent de se confondre dans son milieu naturel.
Il porte le nom de Maximilien de Leuchtenberg (1817-1852), prince de Leuchtenberg et botaniste.
Sa croissance est très lente. Il peut atteindre 70 cm de haut. Il possède une grosse racine pivotante.
Il présente des tubercules souples, de forme triangulaire, de 6 à 12 cm de long et de couleur vert glauque. Au sommet de chaque tubercule se trouve une touffe d'épines souples ressemblant à du papier. Les tubercules âgés sèchent et se détachent en laissant un tronc ligneux et dégarni.
Après environ 4 ans, des fleurs jaunes de 5 à 6 cm de diamètre apparaissent au sommet des tubercules.

## Mode de culture

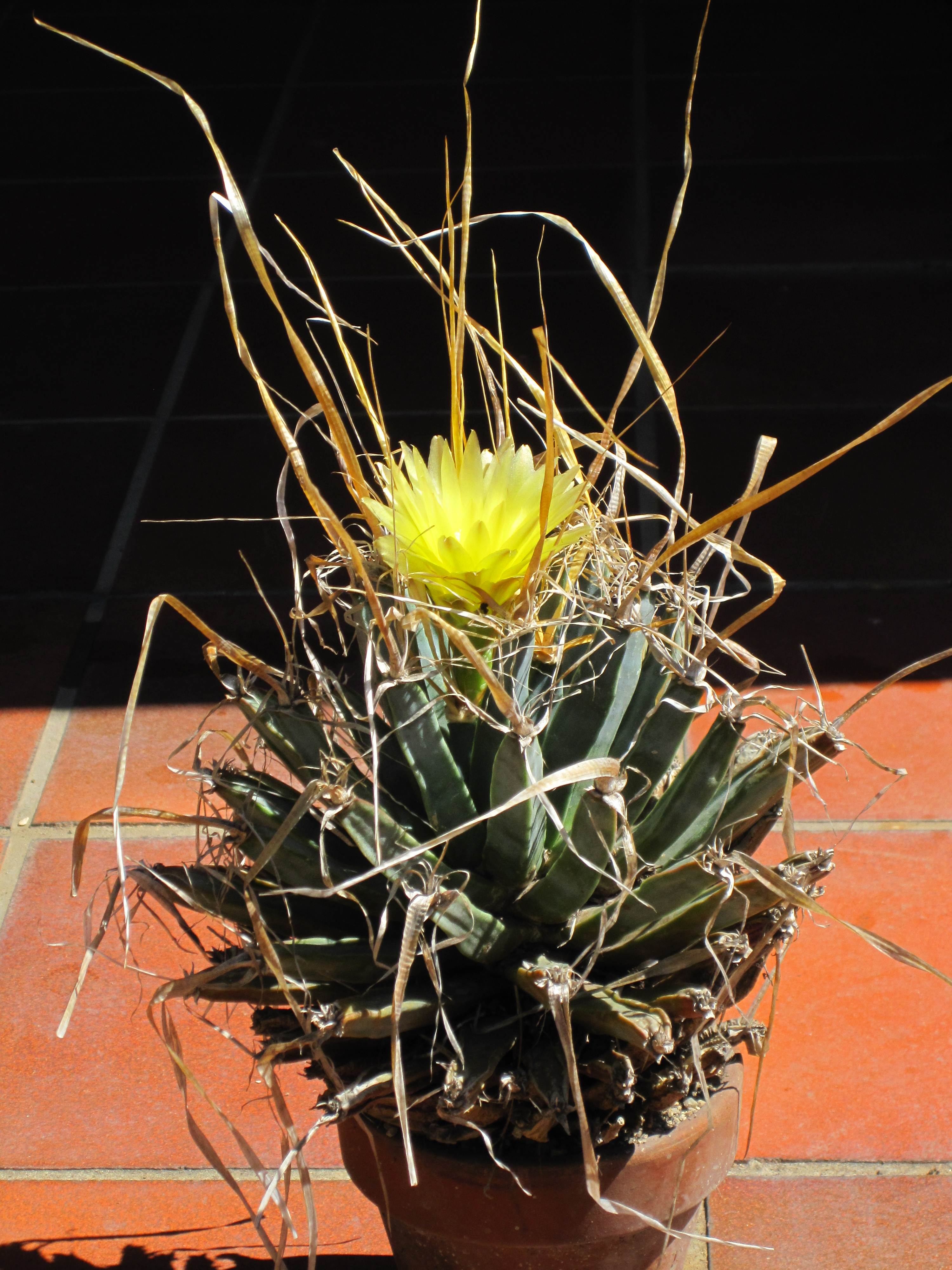
Leuchtenbergia principis en fleur

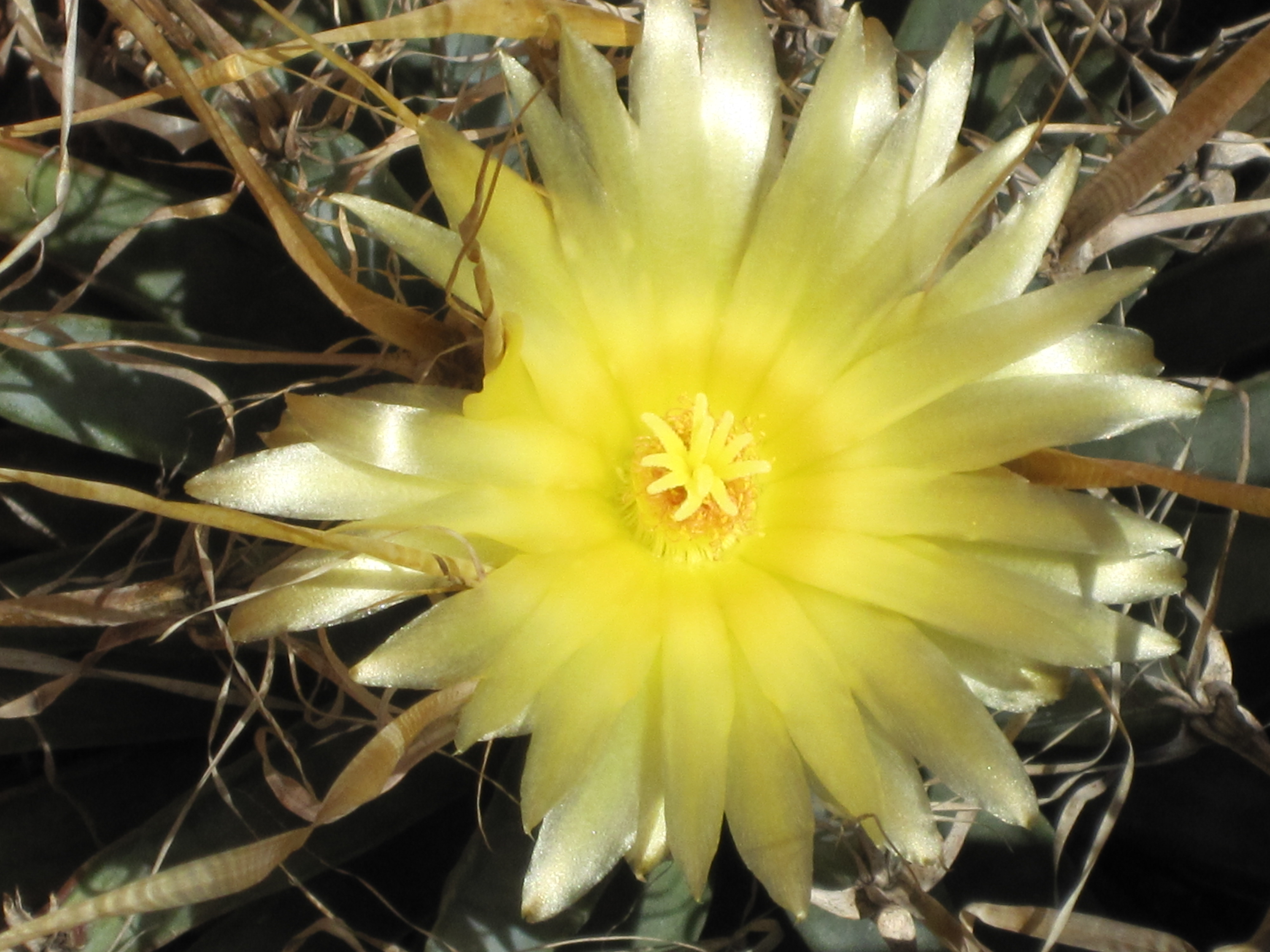
La fleur

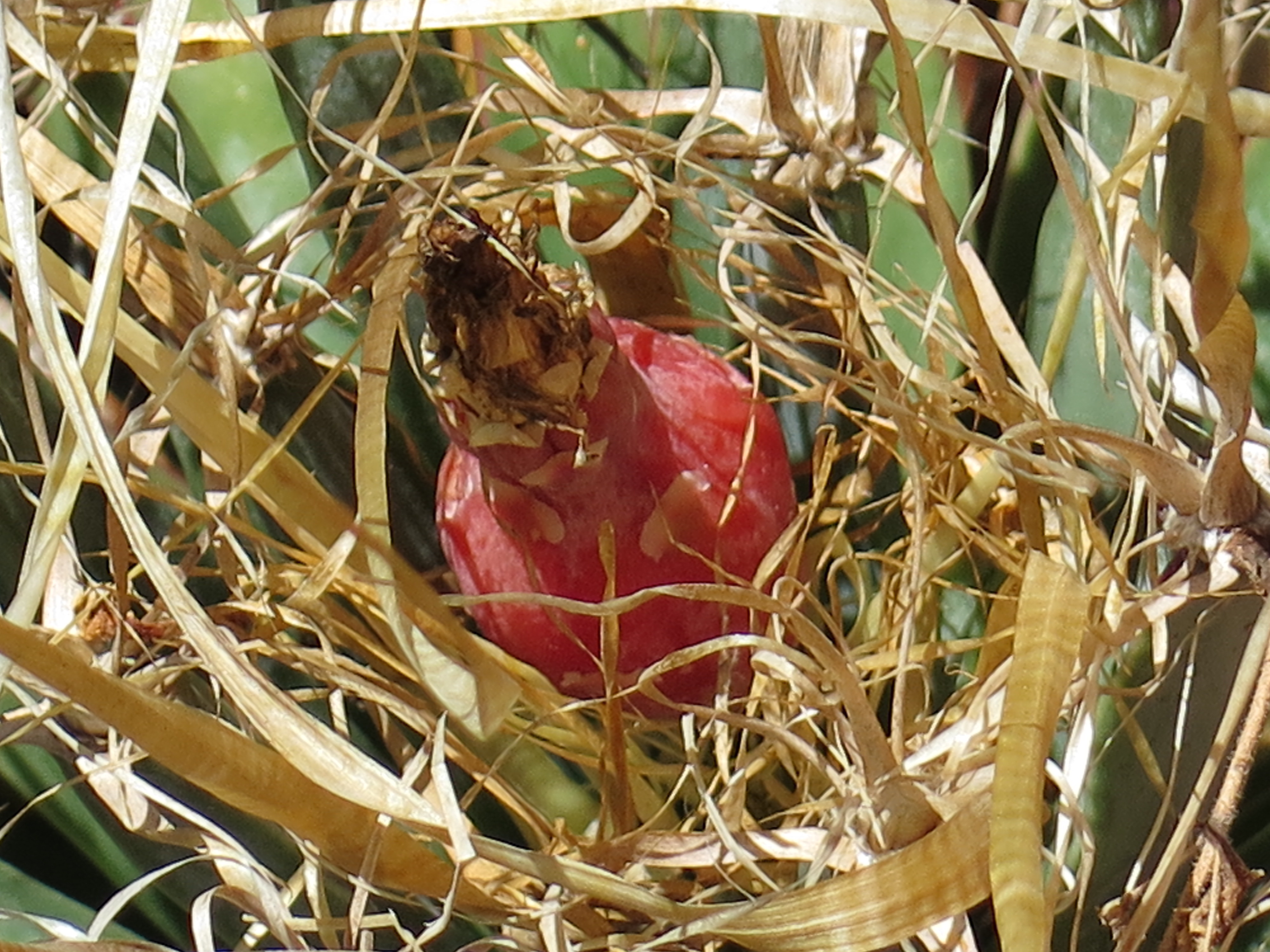
Le fruit

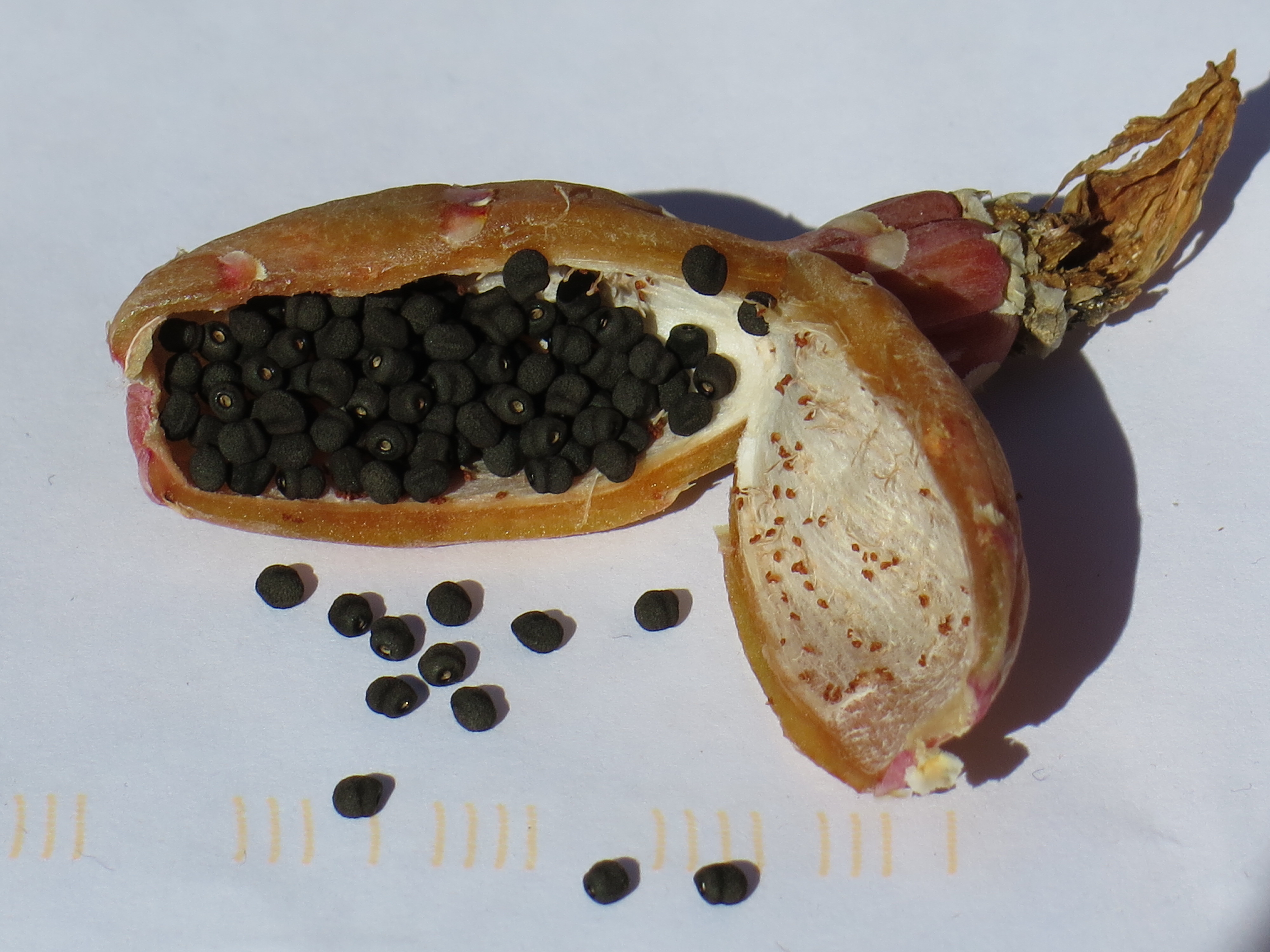
Les graines

Vu sa grosse racine, il nécessite un pot profond.
Le point délicat est l'arrosage. Trop peu et les tubercules jaunissent, trop et ils pourrissent.
En hiver, garder totalement au sec à une température minimum de +5 °C . Il peut cependant supporter de courtes gelées jusqu'à −8 °C.
Exposition ensoleillée ou ombre modérée.
Propagation par semis.

## Taxonomie
Il est proche du genre Ferocactus avec lequel il peut être croisé pour créer des hybrides appelés Ferobergia.

### GenreLeuchtenbergia
- (en) UICN : espèce Leuchtenbergia principis Hook. (consulté le 22 mai 2015)
- (en) NCBI : Leuchtenbergia (taxons inclus)
- (en) GRIN : genre Leuchtenbergia  Hook. (+liste d'espèces contenant des synonymes)
- (fr + en) CITES : genre Leuchtenbergia (sur le site de l’UNEP-WCMC)

### EspèceLeuchtenbergia principis
- (en) NCBI : Leuchtenbergia principis (taxons inclus)
- (en) GRIN : espèce Leuchtenbergia principis  Hook.
- (en) CITES : Leuchtenbergia principis Hook.  (+ répartition sur Species+) (consulté le 22 mai 2015)
- (fr) CITES : taxon  Leuchtenbergia principis (sur le site du ministère français de l'Écologie) (consulté le 22 mai 2015)
- (fr) photos sur www.AIAPS.org
- (en) photos sur www.cactiguide.com